# 20606 Widemann
20606 Widemann è un asteroide della fascia principale. Scoperto nel 1999, presenta un'orbita caratterizzata da un semiasse maggiore pari a 3,0764953 UA e da un'eccentricità di 0,1294986, inclinata di 8,85019° rispetto all'eclittica.